# Troglohyphantes thaleri
Troglohyphantes thaleri là một loài nhện trong họ Linyphiidae.
Loài này thuộc chi Troglohyphantes. Troglohyphantes thaleri được miêu tả năm 1975 bởi František Miller & Polenec.